# Terremoto de Irpinia de 1466
El terremoto de Irpinia de 1466 fue un evento sísmico de magnitud 6,1 que afectó a los Giustizieratos de Principato Citra, Principato Ultra y Basílicata (correspondientes aproximadamente a las actuales provincias de Salerno, Avellino y Potenza ), todas parte del reino de Nápoles. El terremoto se produjo la noche del 15 de enero, alrededor de las 2:15 horas, con epicentro cerca de las montañas Eremita-Marzano, en la izquierda hidrográfica del río Sele y a unos 10 km al sur de la colina de Conza.
El terremoto siguió, poco más de nueve años después, al mucho más catastrófico del 4 de diciembre de 1456, que causó decenas de miles de víctimas en muchas regiones del sur de Italia. Sin embargo, no es posible establecer si hubo correlación entre ambos eventos ya que no existe información precisa sobre la actividad sísmica local en la década 1456-1466 ni se conoce la ubicación exacta del epicentro del evento de 1456.
El terremoto del 15 de enero de 1466 azotó proporcionalmente una zona relativamente más pequeña y más despoblada, provocando así un número de víctimas incomparablemente menor, pero aún notable (al menos de centenares). Entre los centros más devastados se encuentran Calabritto (donde hubo 24 muertos), Conza della Campania (20 muertos) y Teora (13 muertos); en estas localidades el sismo se sintió con una intensidad igual al grado VIII-IX en la escala de Mercalli. En otros centros como Balvano, Buccino, Calitri, Caposele, Colliano, Laviano, Muro Lucano, Oliveto, Palomonte, Pescopagano, Quaglietta, Ricigliano, Ruvo del Monte, San Gregorio Magno y Vallata ciertamente hubo daños y víctimas, pero de forma desconocida número. En muchas otras aldeas de la zona se registraron daños de magnitud indeterminada. Por el contrario, en Nápoles, la capital, donde la duración del shock se estimó de alrededor de un minuto, se desató el pánico general, pero no se registraron daños de ningún tipo.

## Entradas relacionadas
- Lista de terremotos en Italia
- Terremoto en el centro-sur de Italia en 1456